# Ramsey (île de Man)
Pour les articles homonymes, voir Ramsey.
Ramsey (en mannois Rhumsaa) est une ville et une circonscription du nord de l'île de Man.

## Étymologie
Le nom de Ramsey vient d'un mot de vieux norrois signifiant « rivière de l'ail » ou « île de l'ail ». En dépit de la signification du nom, il n'existe pas d'île sur la rivière Sulby.

## Population
Au regard de la population, il s'agit de la troisième ville de l'île après Douglas et  Onchan. Au recensement de 2001, elle comptait 7 322 habitants.

## Le port
Ramsey a l'un des ports les plus grands de l'île, et possède un ponton de dimension remarquable. La ville était jadis un passage important sur la route de l'Écosse.